# Josef Grünhut
Josef Maria Grünhut (* 11. oder 18. August 1867 in Wien; † 7. Mai 1939 in Wien) war ein österreichischer Bildhauer.

## Leben und Wirken
Josef Grünhut studierte an der Akademie der bildenden Künste Wien bei Edmund von Hellmer und Carl Kundmann. Er spezialisierte sich auf Porträtbüsten, figurale Plastiken und Grabmäler.
Er war von 1898 bis 1938 – mit einer kurzen Unterbrechung 1927 wegen Schulden – Mitglied des Künstlerhauses Wien. 1938 wurde er ausgeschlossen, da er nicht den Arierparagraphen erfüllte und kein Mitglied der Reichskulturkammer war.
Grünhut war hauptsächlich in Wien aktiv, wo er z. B. im Arkadenhof der Universität Wien ein Denkmal für den Internisten Adalbert Duchek schuf. Weiters schuf er zahlreiche Grabmäler unter anderem in der Evangelischen Abteilung des Wiener Zentralfriedhofes. Er selbst wurde nach seinem Tod durch einen Verkehrsunfall am Evangelischen Friedhof Matzleinsdorf begraben.

## Galerie

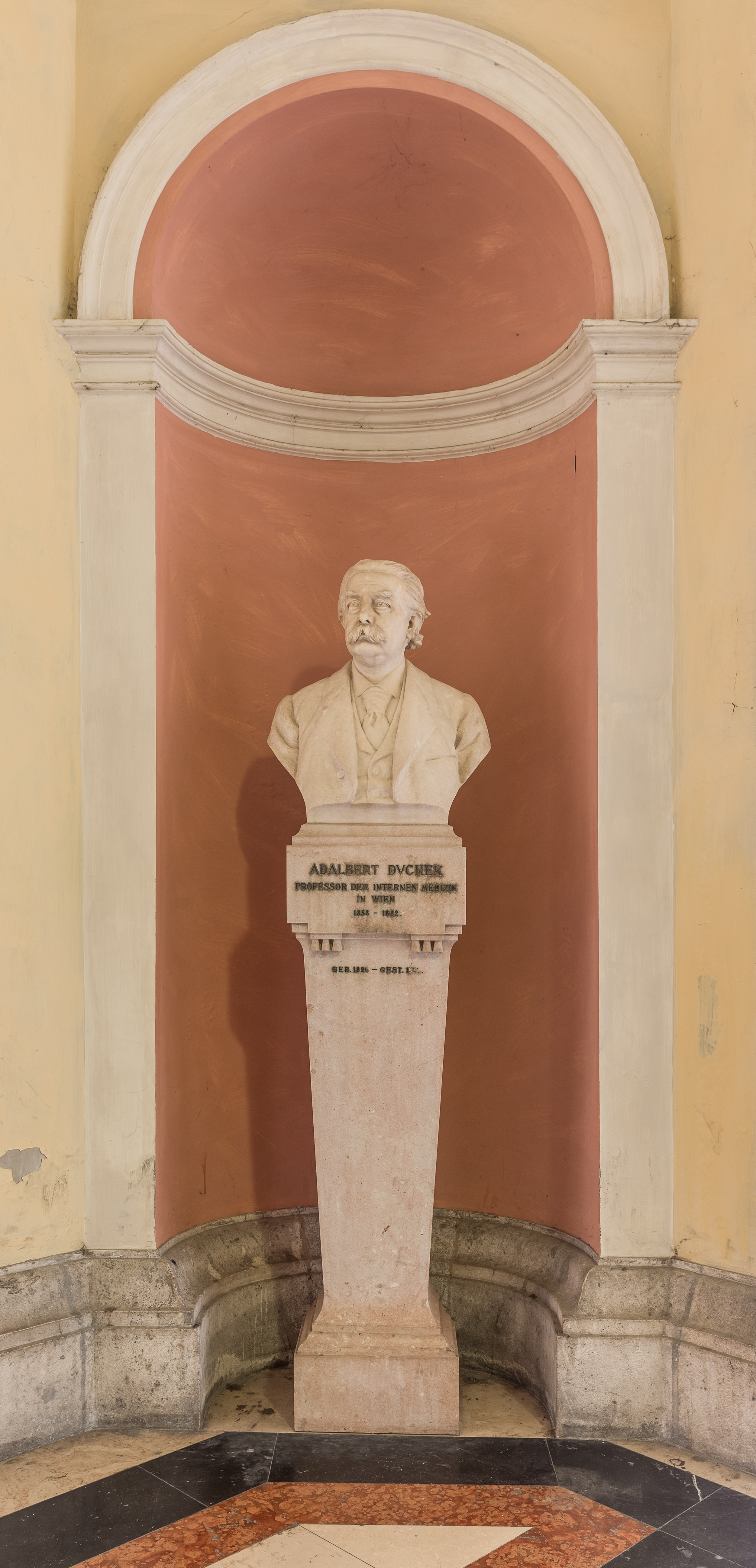
Büste von Adalbert Duchek im Arkadenhof der Universität Wien
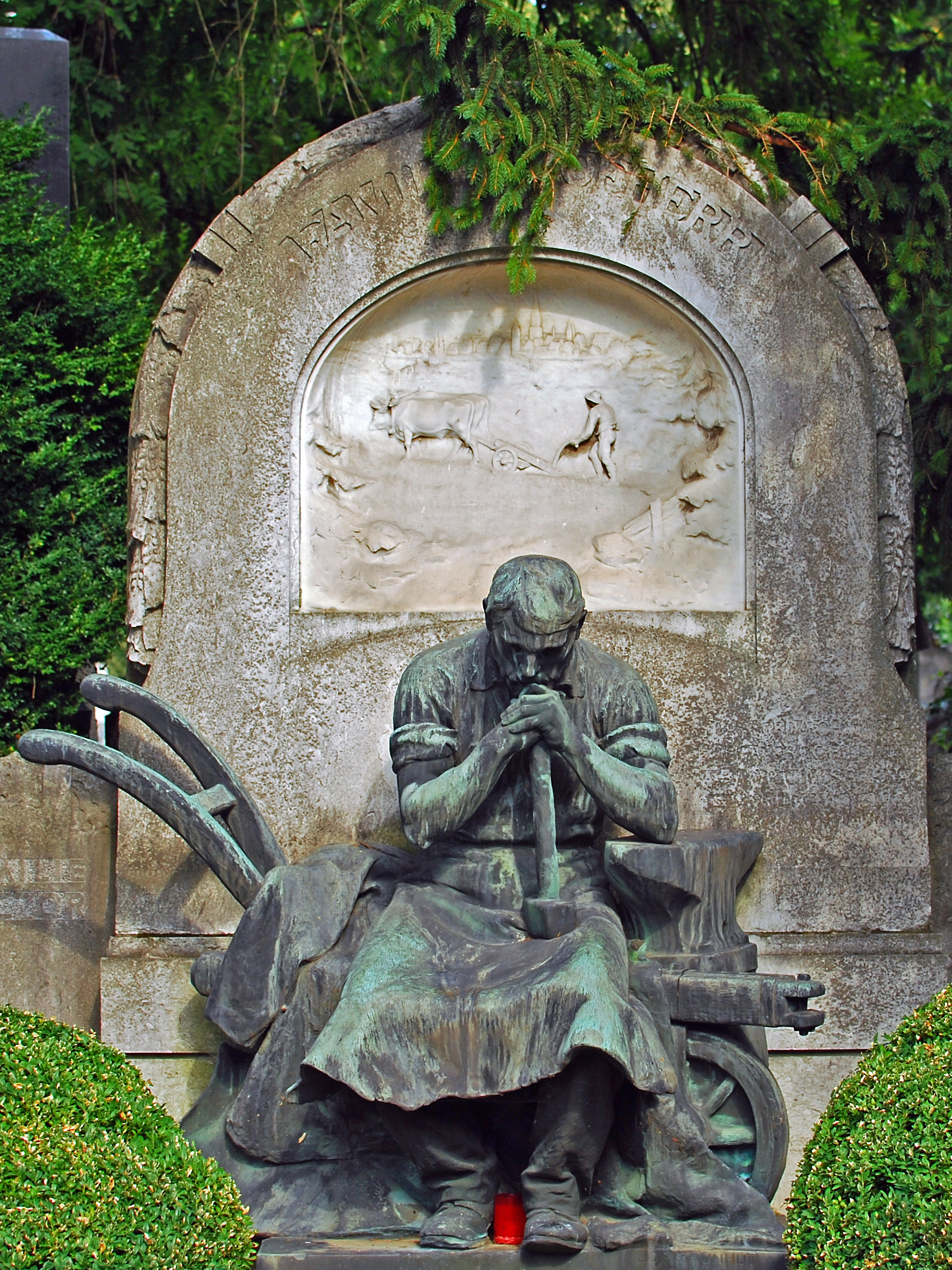
Grabmal für Matthias Hofherr am Zentralfriedhof Wien
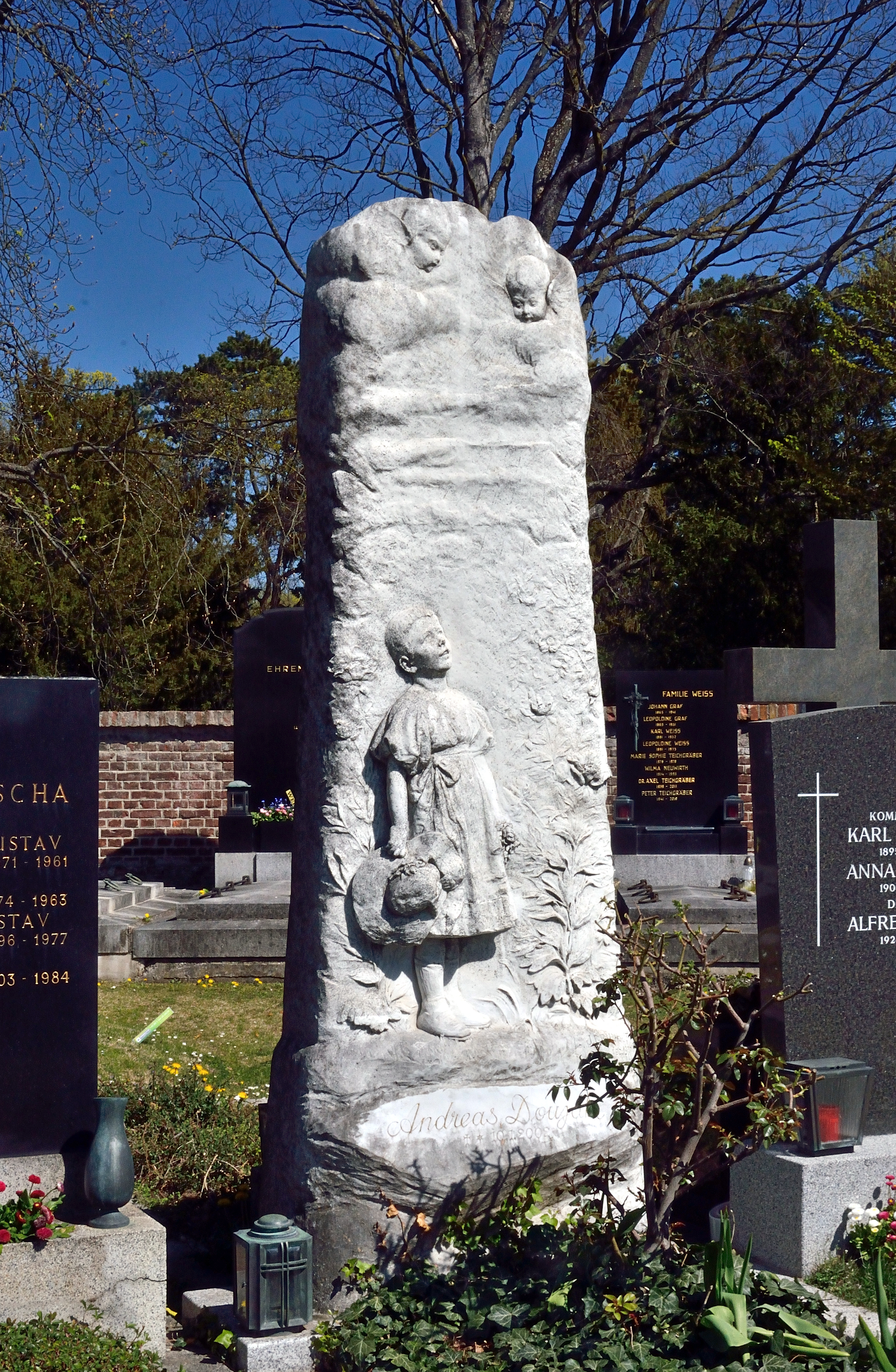
Grabmal von Andreas Doujak am Hietzinger Friedhof